# Castell Coch
Castell Coch je hrad nacházející se šest kilometrů severně od Llandaffu. Vystavěn byl v novogotickém stylu v letech 1871 až 1891 podle architekta Williama Burgese. V roce 1963 byl zařazen do první třídy seznamu listed building. Hrad stojí na zalesněném svahu v údolí řeky Taff severně od Tongwynlais, asi 9 kilometrů od Cardiffu. Jméno Castell Coch znamená ve velštině Červený hrad.